# Museu Bolivariano
O Museu Bolivariano (em castelhano:  Museo Bolivariano) é dedicado a Simón Bolívar, o herói da independência latino-americana. Está localizado em Caracas, na Venezuela. O museu está em conjunto com o local de nascimento de Simón Bolívar. As coleções incluem itens relacionados a Bolívar e à independência venezuelana.

## História
Muitos dos itens no museu foram recolhidos no século XIX, e alguns deles foram colocados em exposição em 1883, quando o presidente Guzmán Blanco organizara uma exposição para celebrar o centenário do nascimento de Bolívar. Entretanto, não foi até o século XX que o museu dedicara-se a Bolívar. O presidente Rómulo Betancourt tomou a decisão de mover o museu para seu local atual próximo a local de nascimento de Bolívar. O arquiteto responsável, Graziano Gasparini, reconstruiu fachada em estilo arquitetônico colonial para o novo edifício, que fora inaugurado em 1960.